# Сосновка (Харовский район)
Сосновка — деревня в Харовском районе Вологодской области.
Входит в состав Харовского сельского поселения, с точки зрения административно-территориального деления — в Харовский сельсовет.
Расстояние до районного центра Харовска по автодороге — 22 км. Ближайшие населённые пункты — Каплиха, Кузнечиха, Починок, Оносино.
По переписи 2002 года население — 3 человека.